# Glimpses of Bermuda
Glimpses of Bermuda è un cortometraggio muto del 1912 diretto da J. Searle Dawley.

## Produzione
Il film, girato a Bermuda, fu prodotto dalla Edison Company.

## Distribuzione
Distribuito dalla General Film Company, il film - un cortometraggio di 105 metri - uscì nelle sale cinematografiche degli Stati Uniti il 15 ottobre 1912. Nelle proiezioni, veniva programmato con il sistema dello split reel, accorpato in un'unica bobina con un altro cortometraggio prodotto dalla Edison, la commedia The Widow's Second Marriage.